# みょうじょう
みょうじょう（VEP、Vehicle Evaluation Payload）は、宇宙開発事業団 (NASDA) が1994年に打ち上げたH-IIロケット1号機に搭載された性能確認用ペイロードである。

## 打ち上げ
1994年2月4日にH-IIロケット1号機で種子島宇宙センターからりゅうせい (OREX) と共に打ち上げられ、りゅうせいは打ち上げから13分51秒後に分離、みょうじょうは27分57秒に分離され、計画通りの軌道に投入された。

## 目的
H-IIロケットの衛星軌道投入精度、衛星が打上げ時に受ける機械環境条件等を計測することを目的としている。

## 機体
H-IIロケット2号機で打ち上げられるきく6号（ETS-VI）の構造モデルを再利用して製作され、きく6号のプロトフライトモデルよりも遅いスケジュールで製造された。テレメトリコマンド系、打ち上げの環境測定装置のほか、ダミーのアポジエンジンが取り付けられ、燃料タンクには水が入れられており、新しい射場系設備を使用しての推進剤充填など射場作業の確認が行われた。姿勢制御能力を持たないため広い範囲で通信可能なようにSバンドアンテナが両面に配置され、また外部電源を持たないため内蔵電池によって約10周回分（100時間）動作する。

## みょうじょう以降の性能確認用ペイロード（VEP）
みょうじょう以降にもNASDA、JAXAによる新型ロケットの性能試験のためにVEPの名称で性能確認用ペイロードが搭載されている。いずれも愛称は設定されていない。
- VEP-2
  - H-IIAロケット試験機1号機、2001年8月29日打ち上げ[4]
  - 加速度・温度センサーを搭載[5]。
  - VEP-2とは別に多数の鏡が張り付けられたレーザ測距装置LREを搭載し、こちらはGTO軌道に分離している[4]。
- VEP-3
  - H-IIAロケット試験機2号機、2002年2月4日打ち上げ
  - 温度・3軸加速度・音響センサーを搭載、SSB装着形態でのペイロード環境計測を目的とした。33kg[6]。
- VEP-4
  - H3ロケット試験機2号機、2023年3月7日打ち上げ
  - 1号機で搭載しただいち3号と質量特性をあわせて質量2.6トン、高さ3.5mとし、アルミ製[7][8]。ペイロードとしては通信機能を持たない。
  - ロケットの第2段との分離を実施するが、ストッパボルトにより一体となったまま[9]予定通り大気圏に再突入した[10]。